# Francesco Saverio Caruana
Francesco Saverio Caruana (7 juillet 1759-17 novembre 1847) est un prêtre, militaire et évêque maltais.

## Biographie

### Jeunesse et débuts ecclésiastiques
Caruana est né en Ħaż-Żebbuġ, à Malte le 7 juillet 1759. En 1759, à l'âge de 24 ans, il est ordonné prêtre par Mgr Vincenzo Labini. Il devient chanoine du chapitre de la Cathédrale Saint-Pierre-et-Saint-Paul de Mdina en 1796.

### Rôle durant l'occupation française de Malte
Les troupes françaises de Napoléon Bonaparte débarquent à Malte le 10 juin 1798. En deux jours, ils mettent fin à 267 ans de domination de l'Ordre.
Caruana est d'abord nommé membre de la commission du gouvernement établi par les Français. Mais il démissionne rapidement, en opposition avec certaines décisions et devant les pillages d'églises par les troupes du commandement du général Claude Henri Belgrand de Vaubois.
Quand l’insurrection gagne toute la population maltaise, la plupart des forces maltaises improvisées se rassemblent sous l'autorité d'Emmanuel Vitale sauf les bataillons de Żebbuġ et Siġġiewi qui sont dirigées par Francesco Saverio Caruana. Il n'est pas le seul prêtre impliqué militairement contre les Français puisqu'à Gozo, l'archiprêtre Saverio Cassar parvient à faire expulser les troupes françaises et à diriger la petite île de Gozo de façon indépendante pendant 3 ans.
Un gouvernement provisoire (l'Assemblée Nationale) est instauré qui siège à la Banca Giuratale de Mdina le 3 septembre 1798. Ce gouvernement demande de l'aide étrangère et finalement, la flotte britannique qui vient de gagner la bataille navale d'Aboukir le 1er août arrive en renfort à Malte, accompagné d'Alexander Ball. En raison de la rivalité entre Vitale et Caruana, c'est finalement Alexander Ball qui devient le président de l'Assemblée. Un congrès national est alors organisé, composé des chefs de village et de prêtres.
Après l'expulsion des troupes françaises en 1801, l'archipel maltais passe sous protectorat britannique.

### Évêque de Malte sous la domination britannique
En 1822, Caruana est désigné comme archidiacre de la cathédrale et en 1829 il est nommé administrateur diocésain à la mort de Mgr Ferdinando Mattei. Deux ans plus tard le pape Grégoire XVI le nomme évêque de Malte et successeur de Mattei. Il est consacré le 15 mai 1831 par Publio Maria Sant qui deviendra son successeur en 1847. L'évêque Caruana meurt en 1847 à l'âge de 88 après 16 ans passés à la tête du diocèse de Malte.